# زازا پاچولیا
زازا پاچولیا (گرجی: ზაზა ფაჩულია؛ زادهٔ ۱۰ فوریهٔ ۱۹۸۴) یک بازیکن بسکتبال اهل گرجستان است. از باشگاه‌هایی که در آن بازی کرده‌است می‌توان به آتلانتا هاکس و میلواکی باکس اشاره کرد. وی هم‌اکنون عضو تیم گلدن استیت واریرز است.